# Günter Roth (Jurist)
Günter H. Roth (* 13. April 1941 in Augsburg) ist ein deutsch-österreichischer Jurist und Professor an der Universität Innsbruck.

## Leben
Roth studierte ab 1960 als bayerischer Staatsstipendiat Rechtswissenschaft und Betriebswirtschaft an den Universitäten München, Lausanne und Würzburg. Das Jurastudium schloss er 1964 mit der Ersten Juristischen Staatsprüfung ab. 1967 wurde er an der Universität Würzburg mit einer von Walther J. Habscheid betreuten Arbeit zum Vorbehalt des ordre public gegenüber fremden gerichtlichen Entscheidungen zum Dr. jur. promoviert. Nach dem Zweiten Juristischen Staatsexamen wurde Roth 1968 wissenschaftlicher Assistent bei Habscheid an der Universität Würzburg. 1970 war er Fulbright-Stipendiat an den Universitäten Harvard und Berkeley. An der Universität Würzburg habilitierte er sich 1972 mit einer Untersuchung zum Treuhandmodell des Investmentrechts. Ebenfalls 1972 wurde er Universitätsdozent in Würzburg. Zum 1. März 1974 nahm Roth einen Ruf an die Universität Hamburg (Fachbereich Rechtswissenschaft I, Professur für Privatrecht und Rechtssoziologie) an.
Seit dem 1. April 1978 ist Roth Professor für Handels- und Wertpapierrecht an der Universität Innsbruck. Von 1983 bis 1993 war er dort Vorstand des Instituts für Handels- und Wertpapierrecht, seit 1999 Vorstand des Instituts für Unternehmens- und Steuerrecht. Seit 1. Oktober 2009 ist er emeritiert.
Zwischen 1993 und 1999 war Roth Dekan der Rechtswissenschaftlichen Fakultät.
Roth war Gastprofessor an der University of North Carolina (1973), an der University of Georgia (1983), an der  University of British Columbia (1985), an der Humboldt-Universität Berlin (1992) und an der Freien Universität Bozen (2001/02). Von 1976 bis 1978 war er zudem Richter am Oberlandesgericht Hamburg. Er leitete lange Jahre die Tiroler Juristische Gesellschaft.

## Werk
Roths wissenschaftliche Schwerpunkte waren in frühen Jahren das Bürgerliche Recht, die Rechtssoziologie und Rechtsökonomie, später das Handels- und Gesellschaftsrecht und hier wiederum hauptsächlich das GmbH-Recht sowie dessen europäische Dimension. Dabei ist sein Anliegen die Bewahrung kontinentaleuropäischer Rechtstraditionen im Widerstreit mit angloamerikanisch inspirierter Deregulierung und schleichender europäischer Nivellierung sowie ganz allgemein die Wahrung der mitgliedstaatlichen Rechtskontrolle über den fortschreitenden europäischen Integrationsprozess.